# جيكا ساراجيه
جيكا ساراجيه (مواليد 1 يناير 1995) هو مُقاتلة فنون قتالية مختلطة إندونيسي.

## وصلات خارجية
- جيكا ساراجيه على موقع شيردوغ (الإنجليزية)
- جيكا ساراجيه على موقع Tapology.com (الإنجليزية)